# 细肋钳蛤
，是莺蛤目障泥蛤科钳蛤属的一种。主要分布于马来西亚、印度尼西亚、中国大陆、台湾，常栖息在潮间带岩礁、潮间带至潮下带，以足丝附着于岩石、珊瑚礁或贝壳上。